# 大槻正男
大槻 正男（おおつき まさお、1895年3月12日 - 1980年12月8日）は、日本の農業経済学者。

## 略歴
宮城県出身。1921年東京帝国大学農学部卒。京都帝国大学農学部助教授、教授となり、1955年定年退官、名誉教授、東京農業大学教授を務めた。農地審議会委員、米価審議会委員などを務めた。1978年日本学士院会員。子にフランス文学者の大槻鉄男がいる。

## 著書
- 『農業経済の基本問題』岩波書店 1937
- 『農家経済簿記要説』西ケ原刊行会 1938
- 『国家生活と農業』岩波書店 1939
- 『農業労働論』(京都帝国大学農学部農林経済学研究室研究叢書 西ケ原刊行会 1941
- 『稲の花 随筆』文芸春秋社 1943
- 『農業経営の基本問題』岩波書店 1944
- 『農業生産費論考』岩波書店 1944
- 『瑞穗の國』養徳社 1945
- 『日本農業の進路』朝日新聞社 1947 富民社 1948
- 『農業簿記』富民社 1949
- 『日本農業の進路 偏穀作農業経営よりの解放 第二』養賢堂 1954
- 『農業経営学の基礎概念』養賢堂 1954
- 『農家簿記教本』富民社 1958
- 『米価・生産費・地代』有斐閣 1959
- 『稲と杉の国』富民協会出版部 1967
- 『大槻正男著作集』楽游書房 1977-1978

### 共著
- 『農業経営聴取調査法要説』(京都帝国大学農学部農林経済学研究室研究叢書 佐山八郎共著 西ケ原刊行会 1943
- 『慣行小作權とその賠償問題』(農地改革研究報告 桑原正信共著 農地改革協議會 1947
- 『農業簿記精説』桑原正信,菊地泰次共著 富民協会 1972

### 翻訳
- ブリンクマン『農業経営経済学』西ケ原刊行会 1931

### 記念論文集
- 『農業経営経済学の研究 大槻正男博士還暦記念出版』養賢堂 1958

## 論文
- CiNii>大槻正男